# Walisische Badmintonmeisterschaft 2022
Die Walisische Badmintonmeisterschaft 2022 fand vom 5. bis zum 6. Februar 2022 in Cardiff statt.

## Medaillengewinner
| Disziplin    | Gold                                       | Silber                            | Bronze                          |
| ------------ | ------------------------------------------ | --------------------------------- | ------------------------------- |
| Herreneinzel | Daniel Font                                | Adil Khan                         | Arnav Patil                     |
| Herreneinzel | Daniel Font                                | Adil Khan                         | Andrew Oates                    |
| Dameneinzel  | Aimie Sarah Whiteman                       | Saffron Morris                    | Emily Hung                      |
| Dameneinzel  | Aimie Sarah Whiteman                       | Saffron Morris                    | Saskia Davies                   |
| Herrendoppel | Andrew Oates Nic Strange                   | William Kitching Martyn Lewis     | Tsung Fong Mo Victor Pang       |
| Herrendoppel | Andrew Oates Nic Strange                   | William Kitching Martyn Lewis     | Andrew Jones Adam Ian Stewart   |
| Damendoppel  | Devi Tika Permatasari Aimie Sarah Whiteman | Aimee Moran Saffron Morris        | Terrie Kelleher Ellen Liddle    |
| Damendoppel  | Devi Tika Permatasari Aimie Sarah Whiteman | Aimee Moran Saffron Morris        | Maisie Kite Jasmine Owen        |
| Mixed        | Adil Khan Devi Tika Permatasari            | Martyn Lewis Aimie Sarah Whiteman | Victor Pang Aimee Moran         |
| Mixed        | Adil Khan Devi Tika Permatasari            | Martyn Lewis Aimie Sarah Whiteman | William Kitching Saffron Morris |